# 1644 Рафита
1644 Рафита (енгл. 1644 Rafita) је астероид главног астероидног појаса са средњом удаљеношћу од Сунца која износи 2,548 астрономских јединица (АЈ).
Апсолутна магнитуда астероида је 11,82.